# Medaglia della difesa norvegese 1940-1945
La Medaglia alla difesa 1940-1945 (in norvegese: Deltagermedaljen 9. aprile 1940 - 8. mai 1945/Deltakarmedaljen 9. aprile 1940 - 8. mai 1945) è una medaglia d'onore assegnata al personale militare e civile che ha partecipato alla lotta contro l'invasione tedesca e l'occupazione della Norvegia tra il 1940 e il 1945.

## Storia
La medaglia alla difesa 1940-1945 venne assegnata sia a cittadini norvegesi che stranieri. Essa può ancora essere assegnata, a causa dell'elevato numero di partecipanti alla difesa della Norvegia durante la seconda guerra mondiale e delle difficoltà nel rintracciare tutti i destinatari idonei.

### Eleggibilità
La medaglia è stata e viene assegnata a coloro che soddisfano uno dei seguenti criteri:
- Aver partecipato alla campagna di Norvegia nel 1940 per cinque o più giorni.
- Servizio nelle forze armate norvegesi e nella flotta mercantile al di fuori della Norvegia per quattro mesi o più (assegnato per meno di quattro mesi di servizio se prestato servizio in unità che si sono trasferite in Norvegia come parte della liberazione).
- Partecipazione alla (inverno 1944-45) per un mese o più.
- Soldati alleati che hanno preso parte alla liberazione della Norvegia e hanno prestato servizio per un mese o più.
- Servizio nelle forze norvegesi di resistenza per quattro mesi o più.

## Descrizione
La medaglia è in bronzo. Sul dritto c'è lo stemma reale, sormontato dalle date: 9 aprile 1940 - 8 maggio 1945. Sul retro c'è la bandiera reale, la bandiera e la bandiera nazionale. Al di sopra di questi uno stretto cerchio con la scritta DELTAGER I KAMPEN (Partecipante alla lotta). L'immagine è circondata da una catena. Il nastro è formato dai colori nazionali norvegesi. La fascia può essere dotata di coccarda se il destinatario si è distinto più volte. La medaglia è realizzata dalla ditta orafa J. Tostrup di Oslo.